# 中壢郡
中壢郡（ちゅうれきぐん）は、日本統治時代の台湾に存在した行政区画の一つであり、新竹州に属した。

## 概要
中壢街、楊梅街、平鎮庄、新屋庄、観音庄を管轄し、郡役所は中壢街に置かれた。郡域は現在の桃園市中壢区、楊梅区、平鎮区、新屋区、観音区に当たる。
1945年3月に重慶国民政府が策定した台湾接管計画綱要地方政制により大渓郡と統合し中壢県とする案があったが、政制の廃止により計画は消滅した。

## 歴代首長

### 郡守
- 蔵田寿吉[1]
- 児玉三次郎[2]
- 衛藤寿吉[3]
- 瀬戸山兼斌[4]
- 中尾荘兵衛[5]：1932年3月[6] -
- 森田民夫[7]：1933年10月[8] -
- 吉田駛馬[9]：1935年9月[10] -
- 宮崎直勝[11]：1938年8月[12] -
- 瀧田重男[13]
- 佐藤茂[14]：1941年6月[15][16] -